# Bismarck-Denkmal (Eisenach)

Das Bismarckdenkmal an der Wartburgallee um 1905

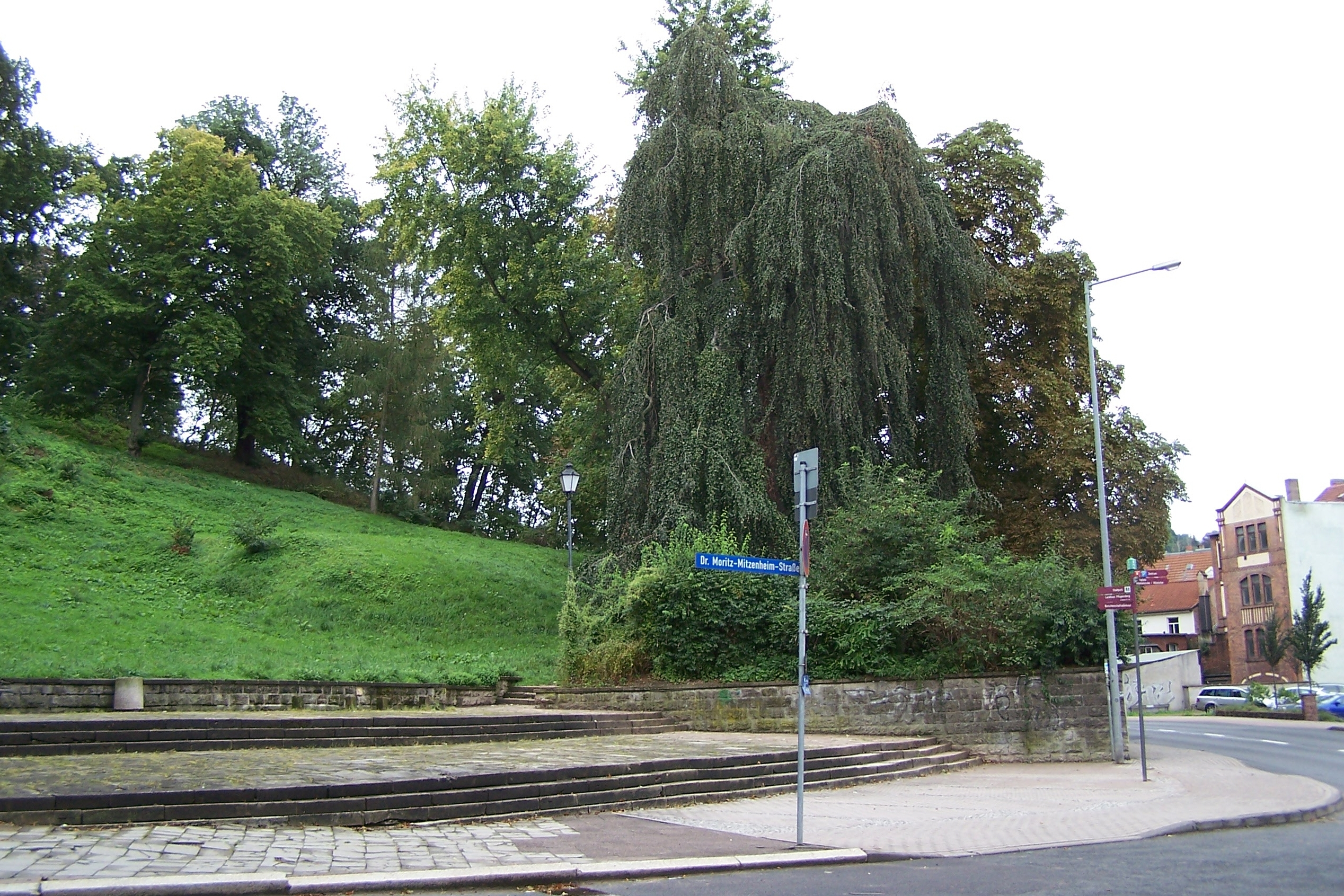
Der ehemalige Standort des Denkmals im Jahr 2011 (linke Bildhälfte)

Das Bismarck-Denkmal war ein Denkmal zur Ehrung des langjährigen preußischen Ministerpräsidenten und ersten deutschen Reichskanzlers Otto von Bismarck in Eisenach.

## Geschichte
Bismarckdenkmäler wurden bis zum Ende des Ersten Weltkrieges an vielen Orten des Deutschen Reiches errichtet. Eisenach erhielt bereits 1902 den Bismarckturm auf dem Wartenberg im Norden des Stadtgebietes.
Ein Jahr später wurde das von Julius von Eichel-Streiber gestiftete und nach einem Entwurf von Adolf von Donndorf geschaffene Bismarckdenkmal am Eingang des Eisenacher Stadtparks an der Wartburgallee geweiht. Es handelte sich um eine Bronzeskulptur auf einem Steinsockel. Im Zweiten Weltkrieg wurde das Denkmal demontiert und vermutlich eingeschmolzen. Bis 1963 wurde auch der Sockel vollständig abgetragen.